# Hibana velox
Hibana velox är en spindelart som först beskrevs av Becker 1879.  Hibana velox ingår i släktet Hibana och familjen spökspindlar. Inga underarter finns listade i Catalogue of Life.